# Västerby gård
Västerby gård (finska: Västerbyn kartano) är en herrgård i Sjundeå i Finland. Gården har avskilts som egen fastighet från Tjusterby gård år 1920 men de tidigaste skriftliga källor om Västerby gård härstammar från år 1531. Västerby gård ligger cirka 0,6 km sydväst från Tjusterby bredvid den före detta Päivärinne grundskola som har byggts på gårdens mark.

## Historia
Västerby gårds tidigaste kända ägare var Erik Fleming som också ägde Svidja slott i Sjundeå. Fleming omnämndes som gårdens ägare år 1531. Västerby gård bytte ägare år 1564 till Hans Grelssin Silfverpatron. Silfverpatron fick gården som frälsegård när han adlades.
Västerby, som hade blivit ett rusthåll, således år 1713 till adjutant Georg Agricola eftersom den tidigare rusthållaren på gården hade flytt från stora ofreden till Sverige. Under stora ofreden fick Västerby svåra skador. Ryska soldater förstörde fönstren, skorstenar och spisar. Allt lösöre rövades och många byggnader som bodar brändes. Efter stora ofreden flyttade den tidigare rusthållaren tillbaka till Sjundeå och köpte Västerby från Agricola. Gården omnämndes i skatteböcker igen år 1738.
Västerby har också skrivits som Vesterby och Westerby.

## Huvudbyggnaden
Västerby gårds huvudbyggnad i två våningar byggdes i trä i rektangulär form. I mitten av byggnaden finns ett burspråk i tornform. Detta "torn" är en av byggnadens mest kännetecknade detaljer. Byggnaden har två därtill skorstenar.
Gården är belägen i ett litet parkområde och man kan se Tjusträsk från gården. En liten trädallé går till huvudbyggnaden.